# Nissan
Нисан (јап. 日産自動車株式会社, транслит. , енгл. Nissan Motor Co., Ltd.) је јапански мултинационални произвођач аутомобила са седиштем у Јокохами. Нисан је 2012. године био други произвођач аутомобила у Јапану са 4,8 милиона јединица, након Тојоте са 10,1 милиона јединица, а шести у свету. Нисан је водећа јапанска марка у Кини, Русији и Мексику. Такође, Нисан производи и луксузне аутомобиле под брендом Инфинити.
Од 1999. године, Нисан је био члан Савеза Рено–Нисан-Мицубиши (Мицубиши се придружио 2016. године), партнерства између јапанског Нисана, јапанске компаније Мицубиши Моторс и француског Реноа. Од 2013. године, Рено има 43,4% гласова у Нисану, док Нисан има 15% гласачког удела у Реноу. Од октобра 2016. надаље, Нисан има 34% контролног удела у Мицубиши Моторсу.
У 2014. години, Нисан је био највећи произвођач аутомобила у Северној Америци.
У јануару 2018. године, директор Нисана Хирото Сајкава објавио је да ће сва возила Инфинити лансирана од 2021. године бити хибридна или потпуно електрична возила.

## Историјат

### Оснивање и ране године
Почеци Нисан возила датирају још од 1914. године, када је произведен први аутомобил са 10 коња и два цилиндра. Возило је било под брендом DAT по почетним словима имена оснивача фирме Kwaishinsha Motor Car Works – Kenjiro Den, Rokuro Aoyama i Meitaro Takeuchi. 1925. године компанија мења назив у DAT Motorcar Co. и осим производње аутомобила, започиње и производњу камиона. 1926. DAT Motorcar Co. се спаја са компанијом из Осаке Jitsuyo Motors, такође великим произвођачем камиона у Јапану. Резултат тог спајања је новонастала компанија DAT Automobile Manufacturing Co., Ltd..
Јошисуке Аикава (јап. Yoshisuke Aikawa) власник компаније Nihon Sangyo, 1931. године купио је контролни пакет деоница DAT Motorsa. Аикава је 1928. године основао холдинг компанију Nihon Sangyo. Назив Nissan настао је током 1930-их као скраћеница компаније Nihon Sangyo. Током тог времена Нисан се бавио пословима везаним за ливницу као и производњу аутомобилских делова. Тек 1933. године Нисан одлуком првог председника компаније, Јошисукеа Аикаве започиње с производњом аутомобила, када компанију Tobata Casting задужену за производњу аутомобилских делова, а која је у Нисановом власништву, спаја с DAT Motorsom.
1934. Јошисуке Аикава је раздвојио Tobata Casting и регистровао је као нову подружницу коју је назвао Nissan Motors. Деоничари нове компаније нису били одушевљени перспективом аутомобилске индустрије у Јапану и због тога је Аикава купио све деонице Tobata Castinga у јуну 1934. Како би купио те деонице, користио је капитал Nihon Sangyo. Од тада је Нисан моторс постао власништво Нисан групације.

### Период од 1945. до 1999.
Током Другог светског рата производња је обустављена, али је убрзо после рата обновљена, новембра 1945. 1952. године Нисан је почео да производи Датсун аутомобиле по лиценци британског Austin Motor и 1958. покренуо успешно ширење на тржиште САД. Овде је Нисан током времена изградио веома јаку позицију, а захваљујући поузданости и економичности својих малих аутомобила, константно је повећавана продаја. 1960. је прекинута сарадња са Austin Motor. Седамдесетих година, положај је још више ојачао захваљујући изузетно успешном спортском моделу Datsun Fairlady, који је у кратком времену постао најпродаванији спортски аутомобил у свету.
Нисан је 1962. почео да осваја Европу, када је отворио своју прву централну канцеларију у Бриселу, у Белгији. Почетком седамдесетих година је објединио своје брендове које је продавао на светским тржиштима, и почео да продаје аутомобиле под именом Нисан.
Нисан настоји да развије производњу аутомобила у областима где их продаје. Користи локалне стручњаке, локалне компоненте а по потребама и захтевима локалног тржишта. Од свих јапанских произвођача Нисан је први инвестирао у европски програм. Први корак је била сарадња са фирмом Motor Iberica SA из Шпаније, која је 1983. резултирала заједничком продукцијом возила Нисан патрол.
1984. године Нисан је проширио пословање у Европи и никао је нови развојни и производни погон у Сандерланду у Уједињеном Краљевству. Две године касније је фирма Нисан моторс произвела своје прво возило Нисан блубрд. У то време, продајна мрежа дилера и сервиса је покрила готово све европске земље.
Другачији менталитет Европљана је водио Нисан ка успостављању новог развојно технолошког центра у Сандерланду. 1989. године Нисан је преселио Европску централну канцеларију у Амстердам, у Холандију, а десет година касније никао је нови савез са француским произвођачем Реноом, када се канцеларија сели у Париз. Али у Амстердаму има и даље пристаниште и складиште, које је у стању да прими и до 35.000 возила. Одатле Нисан снабдева своје купце на различитим тржиштима широм Европе. У Амстердаму је и централно складиште резервних делова.
Главни европски Нисан модели (примера, алмера, микра, кашкај) се производе у Сандерланду у Уједињеном Краљевству. О продуктивности локалне продукције најбоље говори дугогодишња награда фабрици у Сандерланду као најпродуктивнијој у производњи аутомобила у целој Европи, која далеко одступа од своје конкуренције.

### Савез са Реноом
Након што се Нисан 1999. суочио с озбиљним финансијским проблемима, компанија је ушла у пословно савезништво са француским Реноом. 27. марта 1999. потписан је споразум којим је створена Рено–Нисан алијанса, први облик такве врсте сарадње између јапанског и француског произвођача аутомобила. Исте године Рено је именовао Карлоса Госна за генералног директора алијансе. Након Госнове реконструкције Nissan Motor Company постаје самосталан када излази из Нисан групације. Сарадња ових компанија је еволуирала током година тако да Рено данас има 43,4% Нисанових деоница, а јапански произвођач 15% деоница Реноа, које Нисану не дају право гласа или заступника у одбору Реноа због француских законских ограничења.
Први аутомобил Рено-Нисан алијансе био је Нисан примера из 2001. године, који са лагуном из 2000. дели исту платформу. Након тога настављена је техничка сарадња, па Нисанови модели микра, ноте и верса имају исти механички дизајн као Рено клио.
7. априла 2010. године Дајмлер АГ је за 3,1% удела у Нисану и Реноу дао 3,1% удела у властитој компанији. Савезништво с Дајмлером је фокусирано на технологији везаној за електричне аутомобиле, батерије и електронику.
Крајем 2012. године Рено-Нисан алијанса формира заједничко предузеће са руским Russian Technologies (Alliance Rostec Auto BV) са циљем да преузме већински пакет акција АвтоВАЗа, највећег произвођача аутомобила и власника највећег продајног бренда Ладу.

## Погони
Нисан има производне погоне широм света. Ти погони се налазе у Јапану, Кини, Индији, Вијетнаму, Индонезији, Малезији, Филипинима, Тајланду, Тајвану, Мексику, Бразилу, Мароку, Египту, Кенији, Јужној Африци, Шпанији, Уједињеном Краљевству, Русији, САД-у и Аустралији.